# Parasitsvampmal
Parasitsvampmal (Triaxomera parasitella) är en fjärilsart som beskrevs av Jacob Hübner. Parasitsvampmal ingår i släktet Triaxomera och familjen äkta malar. Arten är reproducerande i Sverige. Inga underarter finns listade i Catalogue of Life.

## Bildgalleri

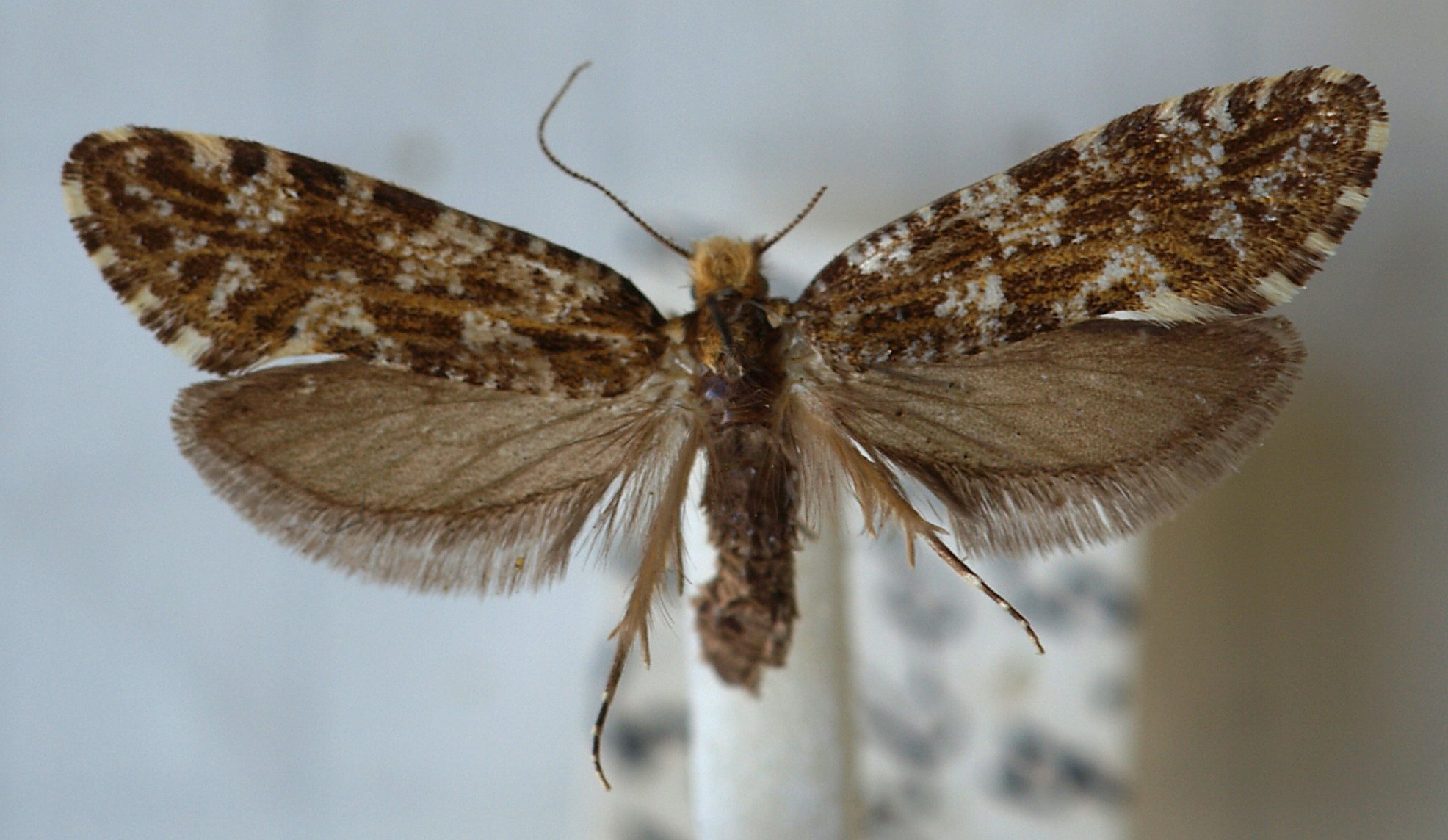